# 瓦努瓦斯山
45°24′19″N 6°49′39″E / 45.40528°N 6.82750°E

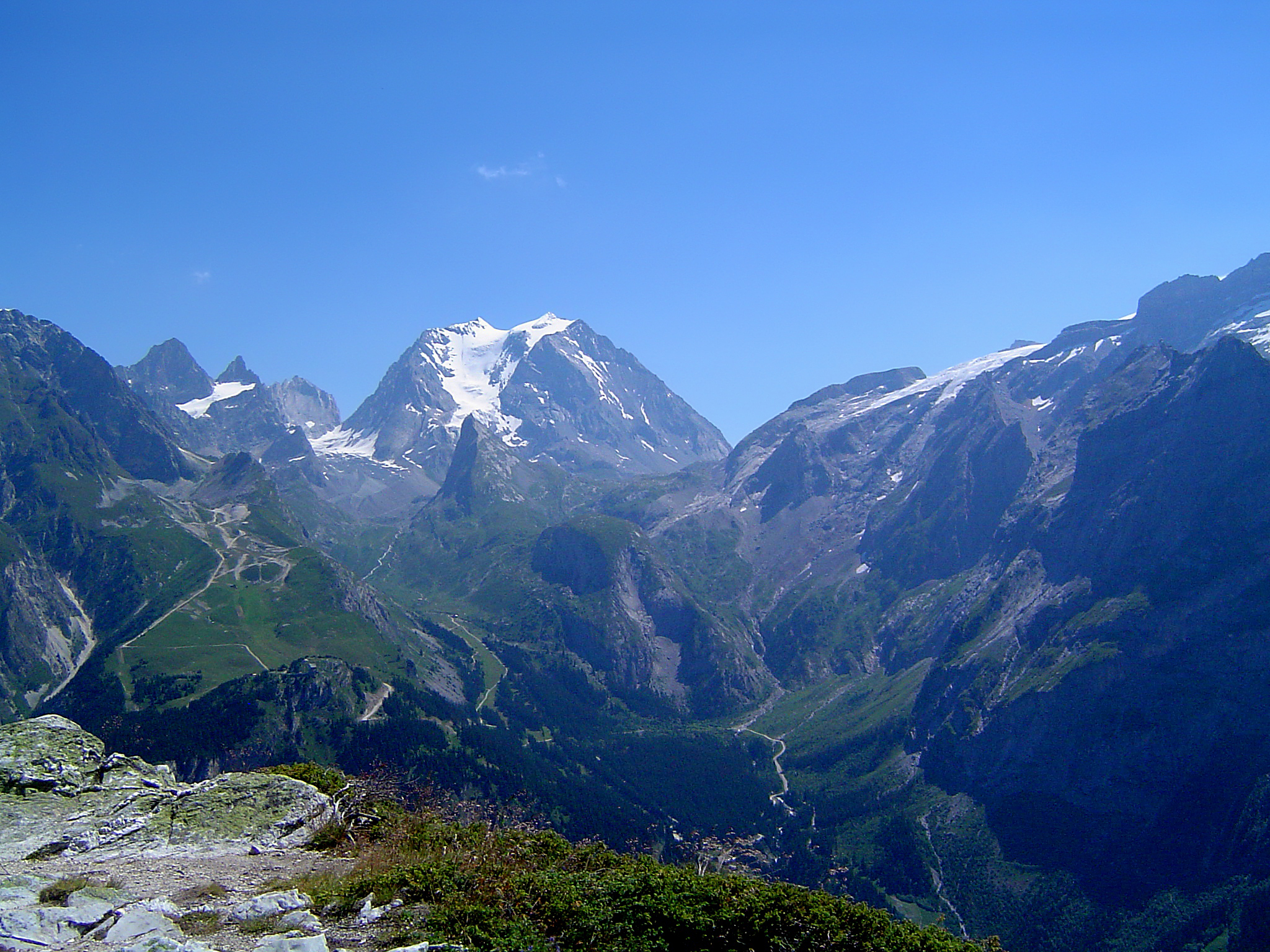
大卡斯山的南麓

瓦努瓦斯山（法语：Massif de la Vanoise）是法國的山峰，位於該國東南部，由薩瓦省負責管轄，屬於格拉耶山的一部分，全長28公里，最高點是海拔高度3,855米的大卡斯山。